# Pierre Benoit
Pierre Benoit (Albi, 16 juliol 1886 – Ziburu, 3 març 1962) fou un novel·lista francès i membre de l'Académie française.
Era el fill d'un soldat francès, i destinà els seus anys a prestar serveis militars a l'Àfrica del nord, abans d'esdevenir un funcionari. La seva primera novel·la, Koenigsmark, va ser publicada el 1918; L'Atlantide fou publicada l'any següent i li fou atorgat el Gran Premi de Novel·la de l'Acadèmia Francesa. Benoit esdevingué membre del Académie el 1931.
Polític de dretes, fou admirador del feixista francès Charles Maurras. Durant l'ocupació nazi de França, Benoit s'uní al "Groupe Collaboration", un grup artístic pro-nazi altres membres del qual incloïen Abel Bonnard, Georges Claude i Pierre Drieu La Rochelle. Això va dur-lo a ser arrestat el setembre 1944, i fou finalment alliberat després de sis mesos; la seva obra restà en la "llista negra" de col·laboradors nazis francesos durant els anys següents.

## Traduccions al català
Joan Arús va traduir la seva novel·la La Chaussée des Géants (1922), que es publicà el mateix any a la Biblioteca Literària d'Editorial Catalana, amb el títol de El pas dels gegants.